# Казаледжо-Бойро
Казаледжо-Бойро (итал. Casaleggio Boiro) — коммуна в Италии, располагается в регионе Пьемонт, в провинции Алессандрия.
Население составляет 394 человека (2008 г.), плотность населения составляет 32 чел./км². Занимает площадь 12 км². Почтовый индекс — 15070. Телефонный код — 0143.
Покровительницей коммуны считается Пресвятая Богородица (Madonna del Carmine), празднование 16 июля.

## Демография
Динамика населения:

## Администрация коммуны
- Официальный сайт: https://web.archive.org/web/20100131033549/http://www.comunecasaleggioboiro.it/